# 9191 Hokuto
9191 Hokuto este un asteroid din centura principală, descoperit pe 13 decembrie 1991, de Satoru Ōtomo.